# Магстат-ле-О
Магстат-ле-О (фр. Magstatt-le-Haut) — коммуна на северо-востоке Франции в регионе Гранд-Эст (бывший Эльзас — Шампань — Арденны — Лотарингия), департамент Верхний Рейн, округ Мюлуз, кантон Брёнстат. До марта 2015 года коммуна административно входила в состав упразднённого кантона Сирентс (округ Мюлуз).
Площадь коммуны — 3,91 км², население — 270 человек (2006) с тенденцией к росту: 276 человек (2012), плотность населения — 70,6 чел/км².

## Население
Численность населения коммуны в 2011 году составляла 274 человека, а в 2012 году — 276 человек.
| 1962 | 1968 | 1975 | 1982 | 1990 | 1999 | 2006 | 2007 | 2011 | 2012 |
| ---- | ---- | ---- | ---- | ---- | ---- | ---- | ---- | ---- | ---- |
| 244  | 233  | 216  | 217  | 210  | 227  | 270  | 276  | 274  | 276  |

Динамика населения:

## Экономика
В 2010 году из 180 человек трудоспособного возраста (от 15 до 64 лет) 154 были экономически активными, 26 — неактивными (показатель активности 85,6 %, в 1999 году — 79,9 %). Из 154 активных трудоспособных жителей работали 145 человек (78 мужчин и 67 женщин), 9 числились безработными (трое мужчин и 6 женщин). Среди 26 трудоспособных неактивных граждан 9 были учениками либо студентами, 8 — пенсионерами, а ещё 9 — были неактивны в силу других причин.
На протяжении 2011 года в коммуне числилось 104 облагаемых налогом домохозяйства, в которых проживало 269 человек. При этом медиана доходов составила 32409 евро на одного налогоплательщика.

## Достопримечательности (фотогалерея)
- Церковь Сен-Лорен